# رينكون (لاعب كرة قدم مواليد 1977)
رينكون (بالبرتغالية: Gilvan Santos Souza‏) هو لاعب كرة قدم برازيلي في مركز الهجوم، ولد في 20 أبريل 1977 في باهيا في البرازيل. لعب مع جمعية أرابيراكا الرياضية ونادي باسوج دي فيريرا ونادي تريزه ونادي جل فيسنتي ونادي سانتا كلارا ونادي فيزيلا ونادي ماريتيمو.

## وصلات خارجية
- رينكون (لاعب كرة قدم مواليد 1977) على موقع اتحاد تركيا (لاعب) (الإنجليزية)
- رينكون (لاعب كرة قدم مواليد 1977) على موقع قاعدة بيانات كرة القدم.إي يو (الإنجليزية)